# Mohamed Taieb Ennaifer
Pour les articles homonymes, voir Famille Ennaifer.
Mohamed Taieb Ennaifer, né en 1833 à Tunis et mort en 1926 à Tunis, est un religieux et ouléma tunisien.

## Biographie
Né dans une famille de la notabilité religieuse tunisoise, il est le fils de Mohamed Ennaifer, cadi et mufti de Tunis, et de Khadija, fille de Hmida Azaiez, caïd-gouverneur et haut fonctionnaire allié à Mahmoud Djellouli, riche fermier fiscal de l'État. Il épouse Baya, la fille du savant Sidi Brahim Riahi.
Il apprend tout jeune le Coran et rejoint la Zitouna où il étudie les sciences de la religion, la langue et la grammaire ; il obtient une licence en sciences religieuses, ce qui lui permet d'enseigner. Il poursuit ses études dans les cycles supérieures et entre en contact avec certains érudits de l'Orient.
Il commence sa carrière comme notaire (adl-chahed) en 1847 et se lance dans l'enseignement à la mosquée Saheb Ettabaâ au début de 1860. En 1861, il devient membre du Grand Conseil lors de sa constitution et membre du conseil scientifique de la Zitouna. En 1892, il occupe successivement les fonctions d'administrateur de la médersa Marjania, de cadi puis de mufti de Tunis en 1907, de bach-mufti de rite malékite en 1924.
Ennaifer est aussi un poète. Il est enterré au cimetière du Djellaz à Tunis.